# Club Atlético Brown
Il Club Atlético Brown, noto semplicemente come Brown o Brown de Adrogué, è una società calcistica argentina con sede nella città di Adrogué, situata nell'area metropolitana della Grande Buenos Aires. Milita nella Primera B Nacional, la seconda serie del calcio argentino.

## Palmarès

### Competizioni nazionali
- Primera D: 1

1980
- Primera B Metropolitana: 1

2015

## Rosa
Aggiornato al 16 settembre 2019
| N. |                      | Ruolo | Calciatore         |
| -- | -------------------- | ----- | ------------------ |
|    | Argentina (bandiera) | P     | Agustín Quiroz     |
|    | Argentina (bandiera) | P     | Mauro Ruggiero     |
|    | Argentina (bandiera) | P     | Martín Ríos        |
|    | Argentina (bandiera) | D     | Ignacio Bogino     |
|    | Argentina (bandiera) | D     | Ezequiel Bonacorso |
|    | Argentina (bandiera) | D     | Emanuel Coronel    |
|    | Argentina (bandiera) | D     | Fernando Cosciuc   |
|    | Argentina (bandiera) | D     | Ariel Kippes       |
|    | Argentina (bandiera) | D     | Alberto Stegman    |
|    | Argentina (bandiera) | C     | Iván Becker        |
|    | Paraguay (bandiera)  | C     | Rodrigo Burgos     |
|    | Argentina (bandiera) | C     | Elías Contreras    |
|    | Argentina (bandiera) | C     | Fernando Enrique   |

| N. |                      | Ruolo | Calciatore        |
| -- | -------------------- | ----- | ----------------- |
|    | Argentina (bandiera) | C     | Luciano Nieto     |
|    | Argentina (bandiera) | C     | Valentín Otondo   |
|    | Argentina (bandiera) | C     | Nahuel Rodríguez  |
|    | Argentina (bandiera) | C     | Iván Silva        |
|    | Argentina (bandiera) | C     | Guillermo Sotelo  |
|    | Argentina (bandiera) | A     | Néstor Benítez    |
|    | Argentina (bandiera) | A     | Felipe Cadenazzi  |
|    | Argentina (bandiera) | A     | Mauricio Carrasco |
|    | Argentina (bandiera) | A     | Francisco Gil     |
|    | Argentina (bandiera) | A     | Gastón Grecco     |
|    | Argentina (bandiera) | A     | Matías Linas      |
|    | Argentina (bandiera) | A     | Tomás Molina      |